# Ювалди (окръг, Тексас)
Окръг Ювалди (на английски: Uvalde County) е окръг в щата Тексас, Съединени американски щати. Площта му е 4038 km², а населението – 24 564 души (1 април 2020). Административен център е град Ювалди.